# Fanny Cochrane Smith
Fanny Cochrane Smith (Tasmanie, 1834 - 1905) est une Aborigène tasmanienne. Elle est considérée comme la dernière personne parlant couramment une langue tasmanienne — concrètement, la langue véhiculaire de l'Île Flinders — et ses enregistrements sur cylindre phonographique de chansons sont les seuls enregistrements audio d'une langue indigène de Tasmanie. Ces enregistrements ont été inscrits au Registre de la Mémoire du monde - Asie et Pacifique (en) de l'UNESCO en 2017.
Bien qu'il y ait eu des différends sur le fait de savoir si elle ou Truganini était le dernier Aborigène de Tasmanie de sang pur, le gouvernement australien l'a officiellement reconnue en 1889.

## Biographie

### Jeunesse
Les parents de Fanny Cochrane, Tanganutura et Nicermenic, faisaient partie des Aborigènes de Tasmanie établis sur l’Île Flinders dans les années 1830 par le révérend George Augustus Robinson. Fanny est née à Settlement Point (ou Wybalenna, qui signifie « maison de l'Homme noir ») sur l'île Flinders. Aucun nom autochtone n'est connu ; Robinson a donné des noms européens à tous les Aborigènes de Tasmanie qui sont arrivés sur l'île dans le cadre de sa tentative d'éradication de leur culture,.
De l'âge de cinq à huit ans, elle vit chez le prédicateur de Wybalenna, Robert Clark, avant d'être envoyée à l'école des orphelins de Hobart pour y apprendre les techniques du service domestique. Elle retourne ensuite à Wybalenna, où elle sert comme servante de Clark jusqu'à la fermeture de la gare en 1847. Cette année-là, ses parents, ainsi que les survivants de Wybalenna, sont transférés à Oyster Cove (en).

### Vie familiale
En 1854, Fanny épouse William Smith, un scieur anglais et ancien condamné ; entre 1855 et 1880, ils ont onze enfants.
Après son mariage, Fanny et son mari dirigent une pension à Hobart. Après avoir reçu une rente gouvernementale de 24 £ et une concession de terre de 40 hectares, elle choisit un terrain près de Oyster Cove pour se rapprocher de sa mère, de son frère et de sa sœur, et le couple s’y installe peu de temps avant la naissance de leur premier enfant. Les Smith cultivent leur propre nourriture mais tirent leurs revenus du bois.

### Dernières années et polémique sur son statut de dernier Aborigène de Tasmanie
À la suite du décès de Truganini en 1876, Fanny prétend être « le dernier Tasmanien ». Le gouvernement de la colonie de Tasmanie reconnaît cette revendication en 1889, lui octroie 120 hectares de terres et augmente sa rente à 50 £. Elle devient méthodiste et donne le terrain nécessaire à la construction d'une église méthodiste à Nicholls Rivulet, qui ouvre ses portes en 1901.
Cochrane Smith meurt de pneumonie et de pleurésie à Port Cygnet (en), à 16 km de Oyster Cove, le 24 février 1905.
Il y a eu un différend au moment de sa mort pour savoir si elle ou Truganini était la dernière personne aborigène de Tasmanie. Mais elle a été officiellement reconnue par le gouvernement en 1889 en tant que dernier aborigène tasmanien, environ 30 ans après le décès de Truganini.
En 1898, l'anthropologue Henry Ling Roth (en) publie un article dans le Journal of the Royal Anthropological Institute (en), qui examine l'affirmation de Smith d'être un Aborigène tasmanien « de sang-pur ». Il ne l'examine pas personnellement, mais compare ses mèches avec des échantillons d'anciens Tasmaniens et compare ses photographies avec celle de Truganini. Roth en conclut que Smith était métisse, car elle avait des caractéristiques faciales « européanisées », une peau beaucoup plus claire que Truganini et des cheveux « ondulés » plutôt que « crépus ».

## Postérité
Smith est connue pour ses enregistrements au cylindre phonographique de chansons aborigènes, faits en 1903, qui constituent les seuls enregistrements audio d'une langue aborigène de Tasmanie. Cinq cylindres ont été coupés, mais en 1949, il n'en restait plus que quatre, étant donné qu'« un cinquième cylindre sur lequel a été enregistrée la traduction des chansons a été cassé il y a quelque temps ». En entendant sa propre performance, Smith avait crié « Ma pauvre race. Qu'ai-je fait » : elle a cru que la voix était celle de sa mère.
L'enregistrement des chansons de Smith a été le sujet d'une chanson de 1998 du chanteur folk australien Bruce Watson (en), The Man and the Woman and the Edison phonograph. Watson est l'arrière-petit-fils de Horace Watson, qui a enregistré Fanny en 1903,.
Une photographie de Fanny Cochrane Smith et Horace Watson est exposée dans la collection du National Museum of Australia, et Fanny Cochrane Smith's Tasmanian Aboriginal Songs a été ajouté aux Sounds of Australia (en) du National Film and Sound Archive.